# كرنب صيني (نوع)
الكرنب الصيني (كرنب لفتي، النويع pekinensis و chinensis) هو أحد مجموعتين [الإنجليزية] من الخضروات الورقية المستخدمة غالبًا في المطبخ الصيني: المجموعة البيكينية والمجموعة الصينية .
تعتبر هذه الخضروات من المستنبتات المتنوعة أو نويعات من الكرنب اللفتي وتنتمي إلى نفس جنس الخضروات الأساسية الغربية مثل الملفوف والبروكلي والقرنبيط. كلاهما لهما العديد من الاختلافات في الاسم والتهجئة والتصنيف العلمي، وخاصة مستنبتات بوك تشوي.

## التاريخ
كان الملفوف الصيني في الأصل بشكل أساسي في منطقة دلتا نهر يانغتسي، إلا أن عالم الطبيعة في عهد أسرة مينغ لي شيزين ساهم في انتشاره من خلال لفت الانتباه إلى خصائصه الطبية. حوالي القرن الرابع عشر، نُقل صنفٌ يُزرع في جيجيانغ إلى الشمال، وسرعان ما تفوّق إنتاجه على إنتاج الجنوب من ملفوف البرند. ثمّ صُدّر هذا الصنف جنوبًا عبر القناة الكبرى إلى هانغتشو وتم تداولها عن طريق البحر حتى جنوب غوانغدونغ.
أصبح ملفوف البرند عنصرًا أساسيًا في المطبخ الصيني الشمالي الشرقي [الإنجليزية] لصنع السوان كاي [الإنجليزية]، وهو مخلل الملفوف الصيني. في كوريا، يُعرف الملفوف الصيني باسم بايك كيمتشي [الإنجليزية]، وهو نوع من الكيمتشي الأبيض غير الحار، والذي يُعتبر بدوره مرحلة تطورية سابقة للكيمتشي الأحمر الحار المعروف عالميًا. بفضل قدرته على تحمل الظروف الباردة، وشعبيته المتزايدة بين الجاليات الصينية المُهاجرة ، بالإضافة إلى تقدير الأسواق الشمالية لهذه الخاصية، انتشر الملفوف الصيني على نطاق واسع في الأسواق العالمية، وأصبح مُتوفرًا في مُختلف أنحاء العالم. يُلبي بذلك احتياجات المُستهلكين المُتنوعة، سواء من يبحثون عن مكونات للمطبخ الآسيوي التقليدي أو من يُقدّرون خصائصه الغذائية وقدرته على النمو في المناخات الباردة.
في عام 2017، نجحت تجربة زراعة الملفوف الصيني على متن محطة الفضاء الدولية في جهاز نمو النباتات، فيجي، حيث خُصص جزء من المحصول الخامس لاستهلاك طاقم المحطة، بينما احتفظ بالجزء الآخر لإجراء الدراسات العلمية. يُعتبر هذا الإنجاز خطوة مهمة نحو توفير غذاء طازج ورواد الفضاء خلال المهام الفضائية الطويلة، وتقليل الاعتماد على المؤن الغذائية المُخزّنة.

## مجموعات المستنبتات
هناك مجموعتان متميزتان من الملفوف الصيني تُستخدم خضروات ورقية في الصين، ومجموعة واسعة من المستنبتات ضمن هاتين المجموعتين. يُستخدم أيضًا الاسم الثنائي B. campestris.

### المجموعة البيكينية
تُعتبر مجموعة الملفوف البكيني الأكثر شيوعًا من بين المجموعتين، خاصةً خارج قارة آسيا؛ تُعرف هذه المجموعة بأسماء عديدة من بينها: ملفوف البرند، ودا بايكاي (  في الصينية؛ «باغيو بيتساي» أو «بيتساي وومبوك» في التاغالوغية ؛ الملفوف الأبيض الصيني ؛ «وونغ باك» في لهجة هوكين؛ بايتشو في الكورية، و«ونجبوك» ؛ «هاكوساي»  في اليابانية و«سوان تانغ بيه-أي»  في اللهجة التايوانية تشير عادةً إلى أعضاء هذه المجموعة. تحتوي مجموعة الملفوف البكيني على أوراق خضراء عريضة ذات أعناق بيضاء، ملفوفة بإحكام في تكوين أسطواني وعادة ما تشكل رأسًا مضغوطًا. كما يشير اسم المجموعة، فهي تحظى بشعبية خاصة في شمال الصين حول بكين.

### المجموعة الصينية

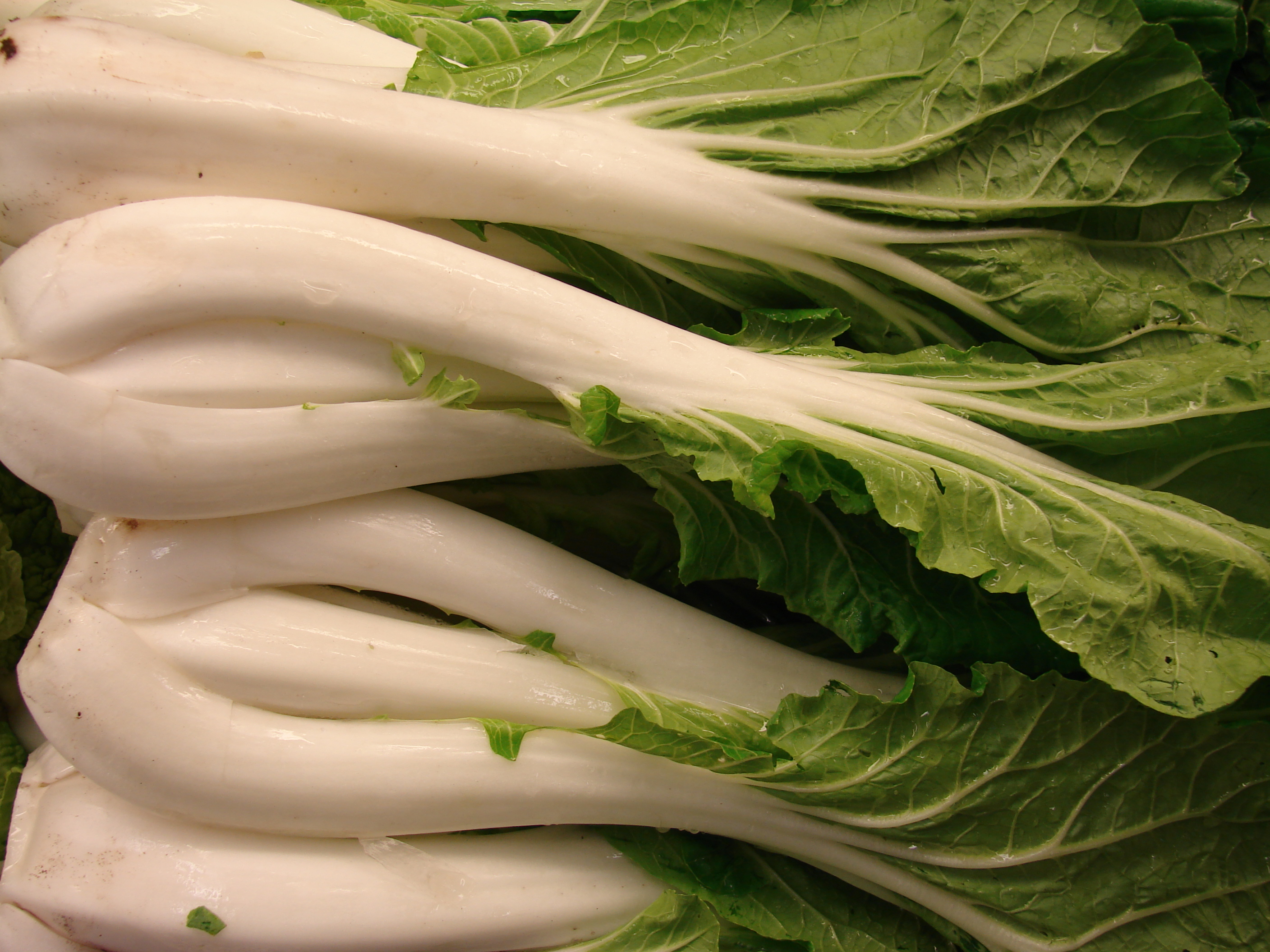
(بوك تشوي)

لا تشكل أصناف المجموعة الصينية رؤوسًا؛ بدلاً من ذلك، تحتوي على شفرات أوراق ناعمة خضراء داكنة تشكل مجموعة تذكرنا بالخردل أو الكرفس [الإنجليزية]. تحظى هذه الأصناف بشعبية كبيرة في جنوب الصين وجنوب شرق آسيا. نظرًا لقدرتها على مقاومة الشتاء، تُزرع بشكل متزايد في شمال أوروبا. صُنفت هذه المجموعة في الأصل نوعًا مستقلًا تحت اسم B. chinensis بواسطة لينيوس.

## الملاحظات
1. ↑  (باللاتينية: Pekinensis)(البرند)
2. ↑  (باللاتينية: Chinensis) (ملفوف صيني)
3. ↑  (باللاتينية: Brassica rapa)
4. ↑  (باللاتينية: Pekinensis Group)
5. ↑  (بالصينية: 大白菜)، «خضروات بيضاء كبيرة»
6. ↑  (هانغل: 배추)
7. ↑  (باليابانية: 白菜 أو ハクサイ)
8. ↑  التايوانية [3]

## الروابط الخارجية
- معلومات تصنيفية متعددة اللغات من جامعة ملبورن